# Баатарсурэнгийн Шуудэрцэцэг
Баатарсурэнгийн Шуудэрцэцэг (монг. Баатарсүрэнгийн Шүүдэрцэцэг; литературный псевдоним, настоящее имя Баатарсурэнгийн Тогтохбаяр, монг. Баатарсүрэнгийн Тогтохбаяр; род. 18 января 1971 года в Улан-Баторе) — монгольская писательница, сценаристка и продюсер.

## Ранние годы
Окончила в 1989 году на родине, в столице Улан-Баторе общеобразовательную среднюю школу и поступила на отделение журналистики Иркутского государственного университета. Она была в числе последних студентов, направлявшихся в те годы на учебу в СССР каждую осень целыми эшелонами поездов.
В 1991 году оставила учебу в Иркутске и перевелась на родину в Монгольский государственный университет, в 1995 году окончила университет бакалавром, а 1999 году получила звание магистра. Еще студенткой, начиная с 1993 года, начала свой трудовой путь, работая корреспондентом правового отдела ежедневной газеты «Ардын эрх» («Народное право») — официального правительственного печатного органа, имевшего в те годы самую многочисленную аудиторию подписчиков. Впоследствии стала обозревателем этой же газеты и в этом качестве в 1997 году получила премию года за лучшую публикацию своих судебных очерков «Темные полосы детства» и «Сокрытое в чемодане». В этих двух очерках была обрисована тяжелая жизнь бедной девчонки-подростка, которая, наказывая своего маленького братика, по неосторожности погубила его жизнь, и потом уже сама стала жертвой и погибла от рук своего жестокого отчима. Мать и отчим спрятали тело девчонки в чемодане и закопали в горах, подальше от людских глаз. История преступления, описанная в судебных очерках, возможно, стала толчком к будущим писательским изысканиям.
В 1997—1998 гг. Б.Тогтохбаяр работала пресс-секретарем премьер-министра Монголии, исполнительным директором Союза журналистов Монголии. Но вскоре выбрала путь свободного художника и начала издавать частную независимую газету. Уже в 2002 году в своей газете начала публиковать отрывками первую свою повесть «Хулан», названную именем героини повествования. Эта повесть была издана 2003 году отдельной книгой и стала бестселлером года. Именно, публикуя эту свою первую повесть, Тогтохбаяр использовала литературный псевдоним Шуудэрцэцэг.

## Творчество
2007 год — по повести « Коралловый браслет» студия «Сас Пикчерс» снимает одноименный фильм, и этот фильм становится одним из двух самых кассовых фильмов года.
2010 год — выходит роман «Легендарная Ану хатан», роман побеждает в литературной премии года в номинации «Лучшая из лучших книг монгольской литературы», книга становится национальным бестселлером.
2011 год — историческая пьеса «Ану хатан» по собственному сценарию писательницы ставится на сцене Монгольского государственного академического театра драмы.
2011—2013 гг. — создает при участии мужа-публициста на собственные средства исторический художественный фильм «Ану хатан», который номинируется на национальную кинопремию «Академия авардс-2013» и фильм получает премии в трех номинациях: «Лучший сценарий экранизации», «Лучшая инвестиция», «Лучшая роль второго плана». В том же году фильм «Ану хатан» был представлен на Гонконгском и Пекинском кинофестивалях. Позднее в том же году в дни Каннского кинофестиваля при посредничестве Golden Network Asia ltd LLC был заключен контракт о выходе фильма на международный рынок кинопродукции — в США, Республике Корея, Канаде и в Китае. В настоящее время фильм распространяется на DVD в США через Amazon.com, Inc. и Wal-Mart Stores, Inc. под названием «Warrior princess».
Фильм «Ану хатан» повествует о жизни одной из реальных исторических персонажей монгольской истории XVII века — жены джунгарского хана Галдан-Бошогту. В одном из 33 величайших исторических сражений, предпринятых монголами, в битве при Дзун-Моде, Галдан-Бошогту попал в окружение превосходящих по силам войск цинского императора Канси в местности Дзун-Мод (Сто деревьев). В этой битве, узнав, что муж попал в окружение, мужественная Ану-хатун, неожиданным броском своего отряда из засады прорывает сжимающееся вокруг мужа кольцо окружения, спасает его ценой собственной жизни, дает возможность Галдан-Бошогту избежать пленения. В фильме выпукло и достоверно показана активная роль женщин в истории Монголии.

## Взгляды
Феминистка. Писательница написала многочисленные статьи по защите прав женщин, работала в команде первого проекта закона Монголии о гендерном равенстве. Активистка группы по защите прав женщин «Amnesty International Mongolia». Член руководящего Совета Фонда монгольских женщин. Имеет награду «За права человека» от «Amnesty International Mongolia».
Пишет романы, киносценарии, пьесы на тему сильных женщин в истории Монголии, рисуя деятельные образы современных и исторических героинь. В отдельных произведениях автора описываются тайны потустороннего мира, поднимаются проблемы буддийской философии — судьбы и предначертания человеческой жизни, раскрываются картины традиционного быта и особенности мышления монголов. Реалистическое направление письма.
В 2007 году повесть «Коралловый браслет», в 2008 году CD-сборник избранных рассказов «Шvvдэрцэцэг» в национальной Премии «Grand Book» стали победителями в номинации «Особенная книга», роман «Легендарная Ану хатан» стал «Лучшая из лучших книг монгольской литературы». В 2009 году писательница удостоена звания «Лучшая женщина — общественный деятель» в области литературы. В 2011 году получает Премию журнала «ГРАНД» в номинации «Grand Lady» в области общественной и культурной жизни. В 2012 году получила премию «Гоо Сарнай» («Прекрасная Роза») среди творческих женщин столицы.
2013 году фильм «Ану хатан» становится победителем в номинации «Лучший сценарий экранизации» национальной премии «Академиа авардс».

## Современные проекты
В 2015 году писательница выпустила новый роман «Мир в облачных узорах», который 6 месяцев подряд становился бестселлером.
В 2016 году начинает реализовывать проект совместно с китайцами по исторической тематике периода династии Юань под названием «Принцесса Хутулун». Хутулун — реальный исторический персонаж, принцесса, прославившаяся своей невиданной удалью и храбростью, дочь хана Хайду — внука хана Угэдэй, который вел борьбу с Императором Хубилаем монгольским ханом, основателем монгольского государства Юань, в состав которого входил Китай. О жизни Хутулун схожие сведения сообщают Марко Поло и Рашид ад-Дин. О ней с интересом рассказывает американский ученый-этнограф и антрополог, писатель Джек Уэзерфорд (Jack Weatherford) в своей книге The Secret History of the Mongol Queens.

## Личная жизнь
Отец был инженером-строителем, мать — геологом-минерологом. Замужем, в семье растут 3 дочери. Муж Болдхуяг Дамдинсурэн — продюсер, публицист. Фильм по роману «Ану хатан» снят совместно с мужем.

## Фильмография
2007 год. Художественный фильм «Коралловый браслет»
2013 год. Исторический художественный фильм «Ану хатан»
2014 год. Лирическая драма «Красное пальто», документальный фильм «Служитель Синего неба».

## Сценические произведения
2010 год. Написана пьеса «Ану хатан», осуществлена постановка на сцене Государственного академического театра драмы, постановка в авторской версии подарена этому театру.

## Книги
2002 год. Повесть «Хулан»
2003 год. «Коралловый браслет»
2004 год. «Роза, посланная е-мэйл»
2005 год. «Записка на бересте», «Безмолвный крик»
2007 год. «Безмолвный крик»
2008 год. Сборник рассказов «Мелодии души», Аудиокнига избранных рассказов «Шуудэрцэцэг»
2008 год. Осуществлено редактирование и издание человеческого документа большой значимости «Дневник Анны Франк»
2008 год. Антология биографии «Знаменитые женщины-писатели мира»
2009 год. Сборник повестей «Повести»
2010 год. Роман «Легендарная Ану хатан»
2011 год. Сборник рассказов «Жемчужная заколка»
2012 год. Сборник избранных рассказов «Губы цвета персика»
2013 год. Сборник публицистики «Мой мир»
2013 год. Книга-комикс «Ану хатан»

## DVD
2007 год. Осуществлена постановка спектакля «180 градусов» по одноименному рассказу и выпущена на DVD при поддержке МОНЭС.

## CD
2008—2014 гг. Выпущены аудиокниги на 4-х CD: «Шуудэрцэцэг», «Любовь», «Сны любви», «Снежинка».